# Lippai Ákos
Lippai Ákos (Miskolc, 1979. június 13. –) magyar labdarúgó, középpályás.

## Életpályája

### Diósgyőr
A labdarúgó nevelőegyesülete a DVTK, élete első felnőtt mérkőzését is a Diósgyőrben játszotta az akkor épp széteső DFC tagjaként. A DFC megszűnésekor hagyta el először a klubot, nem sokkal ezután a másodosztályú csapatot erősítette, de lejáró szerződését nem hosszabbították meg, így második alkalommal is csapatot váltott, megint nem saját akaratából. 2009-ben a Nyíregyházánál felbontották szerződését, és ekkor került újra képbe Miskolcon, nyilatkozta is, hogy szívesen visszatérne nevelőegyesületébe. Így 2009 februárjában immár harmadik alkalommal lett a DVTK játékosa, a csapat kapitánya és rendszeres kezdőjátékos volt, irányító középpályás szerepben.
2012 februárjában bundagyanúba keveredett, ennek következményeként szerződést bontott vele a Diósgyőr.

### Korábbi klubjai
- Diósgyőr
- Edelény
- Sopron
- Kecskemét
- Besenyőtelek
- Bőcs
- Zafirim Holon (izraeli)
- Nyíregyháza

### NB1-es pályafutása
- Játszott meccsek: 111
- Gólok: 13